# Bettina Mantel
Bettina Mantel (* 18. November 1966) ist eine ehemalige deutsche Fußballspielerin.

## Karriere
Mantel war von 1982 bis 1992 als Mittelfeldspielerin für den FSV Frankfurt aktiv, mit dem sie sechsmal ein Finale erreichte und viermal daraus als Siegerin hervorging.
Am 8. Mai 1983 stand sie erstmals im Endspiel um den nationalen Vereinspokal, das im Stadion am Bornheimer Hang in Frankfurt am Main mit 0:3 gegen den KBC Duisburg verloren wurde. An selber Stätte fand am 30. Juni 1984 das Finale um die Deutsche Meisterschaft statt, in dem sie mit 1:3 gegen die SSG Bergisch Gladbach unterlegen war.
Das am 26. Mai 1985 im Berliner Olympiastadion ausgetragene DFB-Pokal-Finale gegen den KBC Duisburg wurde mit 4:3 im Elfmeterschießen gewonnen und war ihr erster Titelgewinn, wie auch für ihre Mannschaft. Ein Jahr später, am 28. Juni 1986, stellte sich ihr zweiter Titelgewinn ein; die SSG Bergisch Gladbach wurde in ihrem Stadion An der Paffrather Straße im Finale um die Deutsche Meisterschaft mit 5:0 besiegt.
Am 19. Mai 1990 und am 23. Mai 1992 erreichte sie jeweils das Finale um den DFB-Pokal im Berliner Olympiastadion. Mit dem 1:0-Siegtor von Martina Walter gegen den FC Bayern München und mit dem 1:0-Siegtor von Gaby König gegen den TSV Siegen gewann sie zwei weitere Titel mit ihrem Verein. Das am 16. Juni 1991 im Siegener Leimbachstadion erreichte Finale um die Deutsche Meisterschaft hingegen wurde vor 4.500 Zuschauern mit 2:4 gegen den TSV Siegen verloren.

## Erfolge
- Deutscher Meister 1986
- DFB-Pokal-Sieger 1985, 1990, 1992